# Hromádková
Hromádková je zaniklá usedlost v Praze na Smíchově, která se nacházela mezi ulicemi Plzeňská a Grafická, západně od Kmochovy ulice v místech školního dvora.

## Historie
V místech usedlosti bývala původně vinice Neumannovská, později zvaná Hartungovská. Roku 1700 ji koupil Jindřich Hromádka, po kterém dostala jméno. V rodině Hromádkově zůstala až do roku 1757. Usedlost tvořily tři budovy, z nichž jedna ve tvaru písmene L.
Roku 1882 ji měl v majetku František Eberl. Na konci 19. století byla zbořena a její pozemky rozparcelovány a zastavěny činžovními domy a budovou školy.